# Explorers
Explorers è un film di fantascienza del 1985, diretto da Joe Dante, in cui un gruppo di ragazzi costruisce un'astronave e stabilisce un primo contatto con alcuni extraterrestri. Questo film segna l'esordio cinematografico di River Phoenix, il quale ha vinto il Young Artist Award come miglior giovane attore, e di Ethan Hawke.

## Trama
Ben, un ragazzino appassionato di fantascienza, sogna di continuo di volare su schemi di circuiti stampati. Incuriosito, prende nota dei circuiti che vede in sogno e un giorno li mostra al suo amico Wolfgang, un genio di computer ed elettronica. Wolfgang scopre che i circuiti visti in sogno da Ben si possono effettivamente costruire. Dopo alcuni rocamboleschi esperimenti, riescono a mettere a punto il circuito, apparentemente di natura aliena. Il circuito permette la creazione di una bolla di forza che contrasta la legge di gravità e l'inerzia e può essere controllata con il computer per viaggiare nello spazio. Ai due amici si unisce poi Darren, un ragazzino coraggioso che salva Ben dai bulli della scuola e a cui decidono di rivelare il loro segreto.
I tre costruiscono allora, sfruttando i rottami di una giostra, una vera e propria astronave in grado di volare sfruttando la bolla. Una sera la collaudano e volano per il paese seminando panico e curiosità. Improvvisamente però, la bolla non risponde più ai comandi del computer e i tre ragazzi vengono attirati da una forza sconosciuta sempre più in alto, verso lo spazio profondo. Temendo di rimanere senza aria, riescono a tornare a terra grazie a un'astuta mossa di Wolfgang, che inverte con il computer le coordinate che determinano lo spostamento della navicella.
Dopo un nuovo sogno a cui sono partecipi tutti e tre, che permette loro di perfezionare la nave, i ragazzi partono per un nuovo viaggio per scoprire l’origine della misteriosa forza che li aveva attratti. La navicella viene di nuovo "agganciata" dalla forza sconosciuta fino ad un’astronave aliena nello spazio. Dopo una lunga esplorazione della nave, i ragazzi incontrano infine i due extraterrestri che li avevano contattati. Si tratta di due creature umanoidi verdi dall’aspetto innocuo e simpatico, che si presentano come Wak e Neek. I due alieni dimostrano però quasi subito di avere una conoscenza distorta degli umani e del pianeta Terra. Ciò che sanno lo hanno infatti appreso da film e pubblicità. In particolare, mostrano ai ragazzi spezzoni di famosi film di fantascienza in cui gli uomini hanno sempre combattuto con violenza le forme di vita aliene. Ed è per questo motivo, spiegano, che loro se ne sono sempre tenuti alla larga.
Il gruppetto viene poi raggiunto da un alieno molto più grande, che inizia a inveire contro Wak e Neek. I ragazzi capiscono allora che si tratta del loro papà e che Wak e Neek sono solo due ragazzini. Il padre è furioso con loro perché hanno contattato e condotto a bordo dei pericolosi umani. Wak e Neek ammettono con i ragazzi terrestri di aver loro nascosto di essere degli adolescenti, ma solo perché non volevano deludere il loro desiderio di avere un incontro ravvicinato con esseri di altri mondi. Erano comunque certi che loro fossero degli umani diversi dagli altri e che ci si potesse fidare. A questo punto i ragazzi sono costretti ad andarsene, ma prima della partenza Wak regala loro un dispositivo simile a un cristallo, grazie al quale, spiega, possono ristabilire un contatto. Quando arrivano sulla terra, la bolla improvvisamente si dissolve facendo precipitare la loro navicella in un lago. I ragazzi si salvano, ma la loro astronave è perduta per sempre.
Qualche tempo dopo però, grazie al dispositivo, Ben ha un nuovo sogno in cui si trova a volare con Wolfgang, Darren e Lori (una ragazza di cui si è invaghito) sopra a un circuito molto più grande e complesso. I ragazzi si chiedono dove li porterà una volta realizzato, certi che le loro avventure non siano finite.

## Riferimenti ad altri film
Ci sono molti riferimenti a vecchi film di science fiction "anni cinquanta":
1. nella camera di Ben si vede il poster di Destinazione... Terra!;
2. il film che Ben sta guardando in televisione ad inizio film prima di addormentarsi è La guerra dei mondi del 1953, classico della fantascienza che viene citato più volte nel corso di Explorers, in particolare durante uno dei sogni dei protagonisti è ben visibile su uno schermo il braccio di uno degli alieni;
3. poco prima di recarsi in cima al tetto per guardare le stelle Ben sta guardando in televisione il film Cittadino dello spazio del 1955;
4. quando gli alieni mostrano ai tre ragazzi come l'umanità si sia dimostrata crudele con gli extraterrestri vengono trasmesse le immagini di vari film di fantascienza. Sono ben riconoscibili Ultimatum alla Terra del 1951 (la figura incappucciata che subisce il colpo di pistola), La cosa da un altro mondo sempre del 1951 (il mostro che viene folgorato), La terra contro i dischi volanti del 1956 (l'UFO colpito dalla contraerea) e A 30 milioni di km. dalla Terra del 1957 (la lucertola aliena che abbatte le rovine romane).

## Colonna sonora
La musica strumentale è stata composta ed eseguita da Jerry Goldsmith.
Nel 1985 è stata pubblicata da MCA Records su audiocassetta e LP in un'edizione costituita da 9 tracce e 3 canzoni.
Nel 1990 Varèse Sarabande l'ha pubblicata su CD.

### Tracce
1. The Construction – 2:25
2. Sticks and Stones – 2:03
3. No Air – 2:24
4. The Bubble – 1:43
5. First Flight – 2:45
6. Free Ride – 3:33
7. Fast Getaway – 4:47
8. She Likes Me – 2:28
9. Have A Nice Trip – 7:54
10. Robert Palmer – All Around The World – 2:18
11. Red 7 – Less Than Perfect – 4:06
12. Night Ranger – This Boy Needs To Rock – 3:57

Il 5 settembre 2011 Intrada Records ha reso acquistabile tramite il proprio sito ufficiale la colonna sonora completa (70 minuti di musica) in un'edizione limitata a 3000 copie denominata "INTRADA Special Collection Volume 180" e priva di codice a barre. Dal momento che tutte le copie sono state acquistate già nelle prime 24 ore, la casa di produzione ha deciso di stampare ulteriori copie, identificate come "Second Edition" e che sono andate esaurite nel 2013.
1. Main Title (Unused Version with "Wak's Boogie") – 0:51
2. Main Title (Film Version) – 0:47
3. The First Dream – 0:58
4. Sticks And Stones – 2:23
5. Lori/Intervention – 0:50
6. Home – 2:10
7. The Bubble – 1:47
8. "Sci-Fi" Flick/The Roof-Top – 2:04
9. Crazed Bubble/Fuse Box – 2:44
10. Free Ride – 3:43
11. Peek-A-Boo – 1:53
12. The Prospect – 1:40
13. The Construction – 2:35
14. The Thunder Road – 1:25
15. First Flight – 3:03
16. No Air – 2:34
17. I Want To Live – 1:42
18. Time For Bed – 1:36

1. More Dreams/Dreams – 1:45
2. Let's Go – 1:44
3. Fast Getaway – 4:58
4. Wait Up – 1:00
5. The Spider – 0:56
6. Alien Love Call – 0:57
7. We Come In Peace – 2:04
8. She Likes Me – 2:39
9. Neek Chords – 0:19
10. Looks Real – 2:03
11. Space Pirates – 0:32
12. Gifts/Home Flight – 5:21
13. Have A Nice Trip – 8:03
14. Tannhauser Overture [Excerpt] (Richard Wagner) – 4:04 – THE EXTRAS
15. Space Movie (Alexander Courage) – 2:15 – THE EXTRAS